# Szathmáry István (költő)
Szathmáry István (Trencsén, 1877. február 4. – Budapest, 1944. március 5.) költő, főjegyző.

## Életrajza
A gimnáziumot szülővárosában, Pozsonyban, Privigyén, Nyitrán és Nagyszombatban, egyetemi tanulmányait a Budapesti Egyetem jogi fakultásán végezte. 1899-ben avatták doktorrá. 1898-ban Nyitra vármegye közigazgatási gyakornoka, szolgabíró, aljegyző, 1907-től másodfőjegyző, 1918-tól főjegyző. 1918. március 20-án a Budapesti Hírlapban megjelent, a magyarok és szlovákok testvériségét dicsőítő Jankó átka című verse miatt – melyet szlovák nyelvre is lefordítottak és kinyomtattak – a megszálló cseh csapatok elől december elején Budapestre menekült. A nyitrai első világháborús Honvéd szoborról a cseh legionáriusok levésték verses föliratát.
1919-től 1933-ig, nyugdíjazásáig a Belügyminisztériumban szolgálatra beosztott másodfőjegyző volt. 1930-ban kormányfőtanácsos, a Nyitra Vármegyeiek Egyesületének elnöke.
Craus István temetésén tartott búcsúbeszédet.

## Munkássága
Költészetében elsősorban szűkebb hazája, a Vág- és Nyitra-vidék tájélményei és a magyar revíziós igények foglalkoztatták, a magyar történelemből különösen a kuruc kor eseményei jelentek meg műveiben (Rákóczi, költői elbeszélés 20 énekben, 1935). 1921-ben a Petőfi Társaság tagjává választotta, válogatott verseinek 1933-ban megjelent gyűjteményét az 1934. évi lírai nagydíjával jutalmazta. Tagja volt a lengyel–magyar kapcsolatok ápolását célul tűző Magyar Mickiewicz Társaságnak is.
Budapesten halt meg 1944. március 5-én.

## Főbb művei
- A csend dalol (Versek, Budapest, 1918)
- Mi nem feledhetünk (Költemények, Budapest, 1923) (2. kiad. 1925 k. M. Nemz. Szöv. kvtára 2.) (A címadó vers 1921-ben az országos pályázaton I. díjat nyert)
- Az álmok palotája (Új versek, Budapest, 1925)
- A szép lovagja (Új versek, Budapest, 1928)
- Költemények (Válogatott és új versek, 1918-1933) 1934-ben a Petőfi Társaság nagydíját kapta
- Rákóczi (Költői elbeszélés, Budapest, 1935)
- Rákóczi földje visszatér (Versek, Budapest, 1939)